# Comte AC-11-V
Il Comte AC-11-V fu un aereo per aerofotografia e cartografia, monomotore, monoplano ad ala alta sviluppato dall'azienda aeronautica svizzera Alfred Comte, Schweizerische Flugzeugfabrik nei tardi anni venti del XX secolo.

## Storia del progetto
Dopo aver realizzato il Comte AC-4, prodotto in serie dal 1928, la ditta svizzera "Alfred Comte, Schweizerische Flugzeugfabrik" avviò la progettazione di nuovi, e più grandi aerei da trasporto passeggeri, designati  AC-5 e AC-8. Partendo dalla fusoliera di quest'ultimo progetto la Comte diede vita all'AC-11-V, un velivolo progettato principalmente per effettuare rilevamenti topografici aerei.

## Descrizione tecnica
L'AC-11-V era un monomotore, di costruzione mista. La velatura era di tipo monoplana, con piano alare montato alto e a sbalzo sulla fusoliera, controventato per irrigidire  e rinforzare la struttura grazie  a un'asta di controvento per lato. La fusoliera era a sezione rettangolare, realizzata con struttura metallica rivestita da tessuto, e terminava in un impennaggio classico monoderiva. Il carrello d'atterraggio era un classico biciclo anteriore fisso, con elementi anteriori ruotati e ammortizzati montati su struttura anch'essa ammortizzata, integrato posteriormente con un pattino d'appoggio posizionato sotto l'impennaggio di coda.
Progettato e appositamente attrezzato per compiti di aerofotografia e cartografia, era alimentato da un motore radiale Armstrong Siddeley Lynx erogante la potenza di 223 CV, ed azionante un'elica bipala lignea. La cabina di pilotaggio era completamente chiusa, e disponeva nella parte anteriore di due sedili affiancati per il primo e il secondo pilota, mentre un terzo sedile, destinato al fotografo, si trovava nella parte posteriore. Il sedile di destra era ripiegabile al fine di consentire un facile accesso alla cabina. I tubi di scarico del propulsore erano installati sul motore e passavano sotto la fusoliera, in modo che il fumo fosse scaricato vicino alla coda e non ostacolasse gli occupanti durante le loro missioni. Il pavimento della cabina era provvisto di due aperture vetrate: la prima tra i sedili del pilota e del navigatore, per verificare la presenza di eventuali spostamenti durante il volo, e la seconda nella parte posteriore, per poter scattare foto aeree in verticale.

## Impiego operativo
Il primo e unico esemplare costruito dell' AC-11-V volò nel 1931, o nel 1932, con l'immatricolazione CH 715 (HB-KIM). Anche se la fotocamera non era particolarmente veloce, essa mostrava una stabilità molto elevata in volo, consentendo di effettuare scatti particolarmente nitidi. L'esercito svizzero non si interessò al nuovo velivolo, in quanto utilizzava per le missioni di ricognizione fotografica tre BFM M 18d. L'aeromobile fu acquistato dall'Aero Club di Losanna, e nel maggio 1943, nel corso della seconda guerra mondiale, fu requisito dall'esercito che lo utilizzò per scattare fotografie aeree del territorio nazionale.  Il 20 luglio fu immesso in servizio con l'immatricolazione militare C-715 dipinta sulla fusoliera. Le immagini ad alta definizione ottenute consentirono di aggiornare rapidamente le mappe topografiche utilizzate dall'esercito e dai servizi civili.
L'aereo fu ritirato dal servizio il 2 maggio 1945, e l'AC-11-V rientrò a far parte dell'Aero Club di Losanna dove fu modificato per il trasporto di passeggeri, fino alla sua demolizione.

## Utilizzatori
Svizzera
- Forze aeree svizzere

### Annotazioni
1. ↑  Quest'ultimo sedile, montato su binari su cui poteva essere bloccato, consentiva all'occupante di muoversi dietro tutti i finestrini posteriori della cabina senza alzarsi durante il volo.

### Fonti
1. 1 2 3 4 5 6  Boroli, Boroli 1983, p. 134.
2. 1 2 3 4 5 6 7  Avions Militaires.
3. 1 2 3 4  Wing Aviation.